# Janczo Pawłow
Janczo Pejkow Pawłow (bg. Янчо Пейков Павлов; ur. 25 października 1951 w Stracinie) – bułgarski zapaśnik walczący w stylu wolnym. Dwukrotny olimpijczyk. Czwarty w Monachium 1972 i odpadł w eliminacjach w Montrealu 1976. Walczył w kategorii do 74 kg.
Wicemistrz świata w 1974; czwarty w 1973.
Brązowy medalista mistrzostw Europy w 1972 i 1974 roku.